# Beeston Regis
Beeston Regis est un village du comté de Norfolk en Angleterre. Il se trouve à environ 2 kilomètres à l'est de Sheringham, et à proximité des côtes. Il y a 1 091 habitants selon le recensement de 2001. Le village bénéficie d'un bon transport public avec un service de bus fréquent sur la route côtière A149, et d'une desserte ferroviaire grâce aux gares de Sheringham à l'ouest et de West Runton à l'est ; la Bittern Line qui y passe effectue des services fréquents entre Norwich et Cromer et Norwich et Sheringham. Le village est délimité au nord par la Mer du Nord et au sud par le bois de Beeston Heath.

## Histoire
Il reste peu de traces de l'existence de Beeston Regis pendant l'antiquité. On a retrouvé cependant des vestiges d'habitations romaines sur Beeston Regis Heath en 1859, avec un ensemble complet de meules remontant à l'époque romaine ; on les utilisait surtout pour moudre le grain et faire la farine nécessaire à la confection du pain. 
Sur les hauteurs de Beeston Regis Heath, on trouvera des fosses circulaires appelées « Hills and Holes » (Collines et trous). On pense qu'elles datent des temps préhistoriques ; elles furent utilisées au Moyen Âge pour extraire du minerai de fer (le fer lui-même étant ensuite extrait dans des fourneaux). Dans le recensement Domesday Book réalisé pour Guillaume le Conquérant en 1086, le village est mentionné sous le nom de Besetune; il fut également connu sous le nom de Beeston-next-the-Sea (Beeston sur mer).
En 1399, Henry Bolingbroke fut sacré Henry IV. Le manoir étant une possession de la couronne par l'héritage des Lancastre, le nom devint Beeston Regis (Regius signifiant l'appartenance à la couronne).